# La Confrérie (série télévisée)
Pour les articles homonymes, voir Confrérie.
La Confrérie est une série télévisée québécoise en 25 épisodes de 22 minutes réalisée par Guillaume Lonergan, produite par ComediHa! en collaboration avec Bell Média et diffusée du 10 janvier 2022 au 27 mars 2023 sur Noovo.
La série est également diffusée en France sur la plateforme Playzer ainsi qu'en Belgique sur la chaîne spécialisée Pickx+,.
Tournée dans la vieille capitale, cette comédie dramatique entremêle « drames familiaux et conspiration secrète ». L'histoire tourne autour de Simon (Pierre-François Legendre) qui se retrouve à incarner le Bonhomme des Neiges, la mascotte du festival des neiges de Québec. Ce dernier s'enfonce dans une série de mensonges pour tenter de cacher son nouveau passe-temps à sa conjointe et à ses enfants, sans se douter de l'organisation criminelle loufoque qui existe derrière le festival,,,.

## Synopsis
Simon (Pierre-François Legendre), un propriétaire de casse-croûte à la vie rangée, se retrouve dans un tourbillon de mensonges lorsqu’il se porte volontaire pour remplacer son ami Patrice (Guillaume Cyr) dans le costume du Bonhommes des Neiges, la mascotte du Festival des Neiges. Simon dissimule ce nouveau passe-temps à sa conjointe, Caroline (Isabelle Blais) ainsi qu'à ses enfants Lily et Félix. Sa vie tourne au cauchemar lorsqu'il découvre l'univers d'une organisation criminelle louche qui existe derrière le Festival,,,,,.

## Fiche technique
- Titre original : La Confrérie
- Réalisation : Guillaume Lonergan
- Scénario : Philippe Gendron, Kristine Metz, Julien Tapp, Marie-Josée Ouellet et Jean-François Léger
- Script-éditeur : Daniel Gagnon et Eric Belley
- Pays d'origine : Canada
- Langue originale : Français
- Genre : Comédie dramatique
- Durée : 22 minutes
- Nombre d'épisodes : Saison 1 : 13 épisodes. Saison 2 : 12 épisodes.

## Distribution
- Pierre-François Legendre : Simon Grenier
- Isabelle Blais : Caroline Dubreuil
- Guillaume Cyr : Patrice
- Vincent Millard : Félix Grenier
- Romane Denis : Lily Grenier
- Guillaume Lambert : Bruno Brodeur
- Mathieu Baron : Francis Roy
- Alexandre Goyette : Daniel Chagnon
- Leïla Thibeault Louchem : Mélanie Dridi
- Mélissa Bédard : Katherine
- Mathieu Quesnel : Stéphane
- Florence Longpré : Franie
- Benoît Brière : chef de la confrérie
- Sonia Vachon : Manon
- Jeff Lemay : Le chauffeur du bonhomme
- Émilie Bibeau : Joëlle
- Rodley Pitt : Yanick Némard
- Ariane Bellavance-Fafard : Lisa-Marie
- Audrey Roger : Sabrina
- Pierre-Luc Fontaine : Justin
- Vincent Millard : Félix
- Maureen Roberge : Anabelle
- Martin-David Peters : membre #1
- Hugues Frenette : Mario
- Carmen Ferlan : vendeuse
- Emmanuel Bédard : encanteur

## Production
Dans un article de La Presse, le réalisateur Guillaume Lonergan mentionne, à propos de La Confrérie : « Toute l’intrigue découle de ça : ce qu’on cache aux autres et ce qu’on se cache à soi-même, ce qu’on découvre derrière les apparences ».
Bien que l'histoire peut sembler « absurde, voire abracadabrante » cette comédie humoristique aux intentions dramatiques ne tombe pas dans le risible. Le réalisateur opte plutôt pour un ton hyper réaliste. À cet effet, celui-ci affirme : « À côté des méchants, des poursuites, des dangers et un peu de violence, c’est quand même une comédie bon enfant, très ancrée dans la réalité. C’est la vie de gens ordinaires à qui il arrive des choses hors de l’ordinaire ».

Par ailleurs, Sophie Parizeau, directrice générale de fiction pour Bell Média mentionne : 
« Nous avons été happés par cette proposition originale et complètement éclatée : une série qui se distingue par un humour mordant, mais aussi par l’histoire d’une famille loin d’être banale et à laquelle nous pourrons nous identifier! Ce ton unique, ces personnages vrais et touchants incarnés par une formidable distribution ainsi que des revirements constants nous tiendront en haleine tout au long des épisodes ».

## Épisodes

### Première saison (2022)
1. Le Bonhomme
2. La Cassette
3. Le Costume
4. L'Autre costume
5. Le Chalet
6. 30 000 $
7. La Mule
8. Bruno
9. Hubert
10. La Trahison
11. L'Effet boule de neige
12. Un plan en deux étapes
13. Le Bal du Bonhomme

### Deuxième saison (2023)
1. Kiwi
2. Galvaude à la goberge
3. Le Plan cash
4. Les Festi-dollars
5. Une nouvelle amie
6. Les Disparus
7. Le Buste
8. Le Doigt
9. Les Poissons inséparables
10. L'Enveloppe
11. La Chute, partie 1
12. La Chute, partie 2

## Accueil critique
« En apparence un peu burlesque, cette histoire de Bonhomme des Neiges manipulé par une organisation criminelle fait rire autant qu'elle intrigue »,. Mêlant humour et polar, La Confrérie est une série télévisuelle qui « nous transpose dans un univers louche d’une grande organisation, abordée avec un humour noir décalé »,,.
Dans Le Devoir, Marion Dumais décrit La Confrérie comme : « une comédie dramatique loufoque où l'on prend plaisir à jongler avec les codes du thriller, plus précisément ceux du nordique noir à la Fargo, série dérivée du film des frères Coen ou, plus près de nous, Série noire, de Jean-François Rivard et François Létourneau ».